# Battaglia di Fahl
La battaglia di Fahl o battaglia di Pella fu una battaglia combattuta, nel gennaio del 635 d.C. tra l'esercito del califatto dei Rashidun sotto Khalid ibn al-Walid Saifullah, in italiano, "La spada di Allah", e l'impero romano sotto Theodore la Sacellarius (Saqalar), nei pressi della città di Fahl, l'antica Pella situata in Giordania, lungo la Valle del Giordano. Il risultato fu una netta vittoria per Khalid ibn al-Walid. Alcuni soldati romani fuggirono nella vicina località di Beisan. Dopo la vittoria, le truppe di Shurahbil ibn Hasana e Amr ibn al- As conquistarono la fortezza di Beisan.